# Stony Brook (Nova Iorque)
Stony Brook é um hamlet e uma Região censo-designada localizada na cidade de Brookhaven, Condado de Suffolk, Nova Iorque. A população, segundo o censos de 2000, é de 13 727.